# Polarització del buit
En teoria quàntica de camps i més específicament en electrodinàmica quàntica (QED), la polarització del buit descriu un procés en el qual un camp electromagnètic constant produeix parells virtuals electró-positró que canvien la distribució de les càrregues i els corrents que ha generat el camp electromagnètic original. També es coneix a la polarització del buit com l'auto-energia del Bosó de gauge (fotó). La polarització del buit es va observar experimentalment el 1997 en l'accelerador de partícules TRISTAN del Japó.

## Explicació
D'acord amb la teoria quàntica de camps, l'estat fonamental d'un sistema amb partícules en interacció no es descriu simplement com un espai buit. Més aviat, conté parells virtuals de partícules-antipartícules de curta durada, que es creen fora del buit i s'aniquilen mútuament.
Alguns d'aquests parells de partícules-antipartícules estan carregats, per exemple, els parells virtuals electró-positró. Aquests parells carregats, actuen com un dipol elèctric. A la presència d'un camp elèctric, per exemple el camp electromagnètic al voltant d'un electró, aquests parells de partícula-antipartícula es reposicionen a si mateixos, contrarestant d'aquesta manera el camp parcialment (el que suposa un efecte d'apantallament parcial, un efecte dielèctric). El camp per tant serà més feble del que s'hagués esperat si el buit estigués completament buit. A aquesta reorientació dels parells partícula-antipartícula de curta durada, la hi coneix com polarització del buit.
Mitjançant aquest diagrama, es mostra la contribució del bucle-únic a la polarització del buit, mitjançant el parell fermió-antifermió:
Depenent del tipus d'interacció, aquest tipus de diagrama pot portar a l'apantallament de la càrrega elèctrica (en el cas de la QED) o a l'antiapantallament de la càrrega de color (pel cas de la QCD).

## Tensor de Polarització del buit
La polarització del buit es quantifica pel tensor de polarització del buit Πμν (p) el qual descriu l'efecte dielèctric com una funció del cuadrimomentum p que es porta a terme pel fotó. Per tant, la polarització del buit depèn de la transferència de momentum, o dit d'una altra manera, de la constant dielèctrica esglaons dependent. Concretament, en el cas de l'electromagnetisme, podem descriure a la constant d'estructura fina com una quantitat efectiu-dependent de la transferència de momentum, com a primer ordre en les correccions, tenim:
{\displaystyle \alpha _{\text{eff}}(p^{2})={\frac {\alpha }{1-[\Pi _{2}(p^{2})-\Pi _{2}(0)]}}}
On Πμν (p) = (p² gμν - pμpν) Π (p²) denotant el subíndex 2 la correcció de l'ordre principal e². L'estructura del tensor Πμν (p) s'ajusta mitjançant la identitat Ward.